# ひらけ!ポンキッキ ベストヒットコレクション
「ひらけ!ポンキッキ ベストヒットコレクション」はひらけ!ポンキッキのコンピレーション・アルバム。1991年7月21日にポニーキャニオンより発売。品番はPCCG-00148。

## 解説
フジテレビ系列の子供番組『ひらけ!ポンキッキ』の1991年当時の最新曲を中心に収録している。

## 収録曲
1. もっと!
作詞：伊藤アキラ / 作曲：いけたけし / 編曲：岩田雅之 / 唄：しばたかの
  - 同番組オープニング・テーマ
2. 2100ねんガチャピンキッド
作詞：田中浩司 / 作曲・編曲：本間勇輔 / 唄：ガチャピン、ムック、窓花さなえ、世田谷児童
  - きんこんかんのうたのB面。
3. はたらくくるま3（2:59）
作詞：伊藤アキラ / 作曲：越部信義 / 編曲：西脇辰弥 / 唄：窓花さなえ
4. むぎばたけのうちゅうじん
作詞：関雅夫 / 作曲：西川進 / 編曲：加藤達雄 / 唄：柴野繁幸
5. きんこんかんのうた
作詞：弥勒 / 作曲：中村暢之 / 編曲：添田啓二 / 唄：ぶんけまりこ
6. おてんきボーイズのテーマ
作詞：田中浩司 / 作曲：池毅 / 編曲：幾見雅博 / 唄：かいばしらず
  - むぎばたけのうちゅうじんのB面。
7. いっとうしょうたいそう2
作詞：及川眠子 / 作曲：いけたけし / 編曲：幾見雅博 / 唄：ガチャピン、ムック、橘いずみ
8. こねこのしーにゃん（3:07）
作詞・作曲・唄：小笠原ちあき / 編曲：岩田雅之
9. みんなであそぼうどうぶつかぞく
作詞・作曲・編曲・唄：バナナベンダーズ
  - カセットソフト・こねこのしーにゃんのB面。
10. メロンにきいてもわからない
作詞：新沢としひこ / 作曲：中川ひろたか / 編曲：小野裕之 / 唄：増田裕子
  - いっとうしょうたいそう2のB面。
11. ハロー・マイフレンズ
作詞：及川眠子 / 作曲：松本俊明 / 編曲：岩田雅之 / 唄：しばたかの
  - もっと!のB面、同番組エンディング・テーマ